# Tallbike

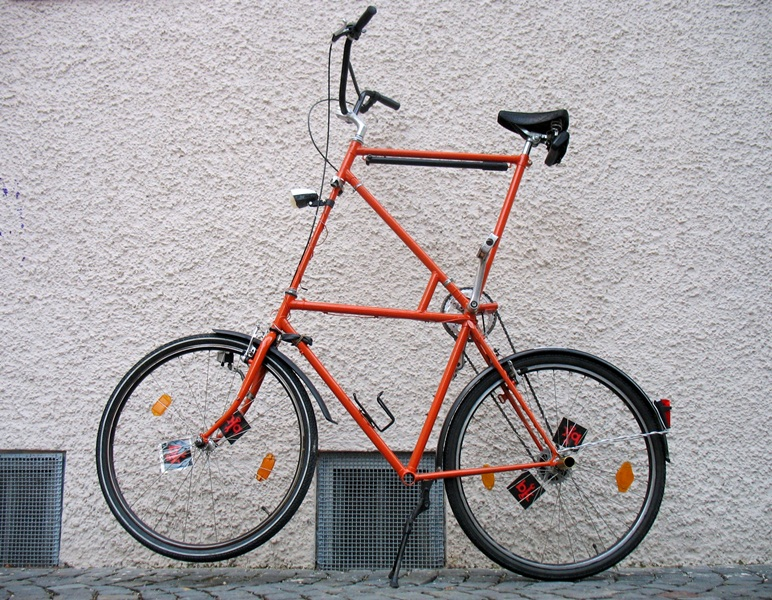
Modernes Tallbike

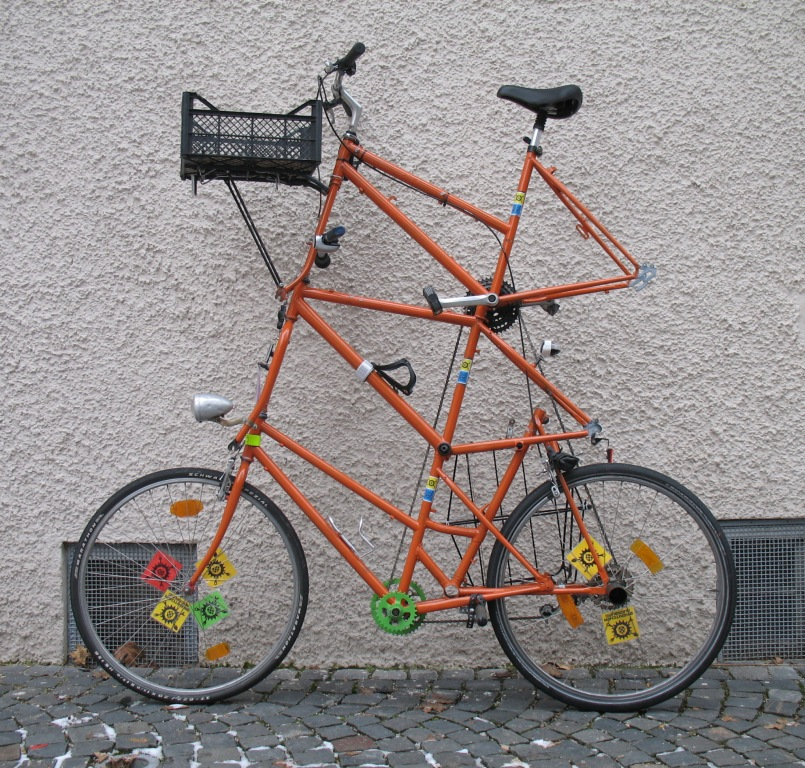
Dreistöckiges Tallbike

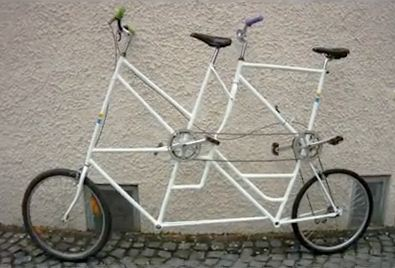
Tandem-Tallbike

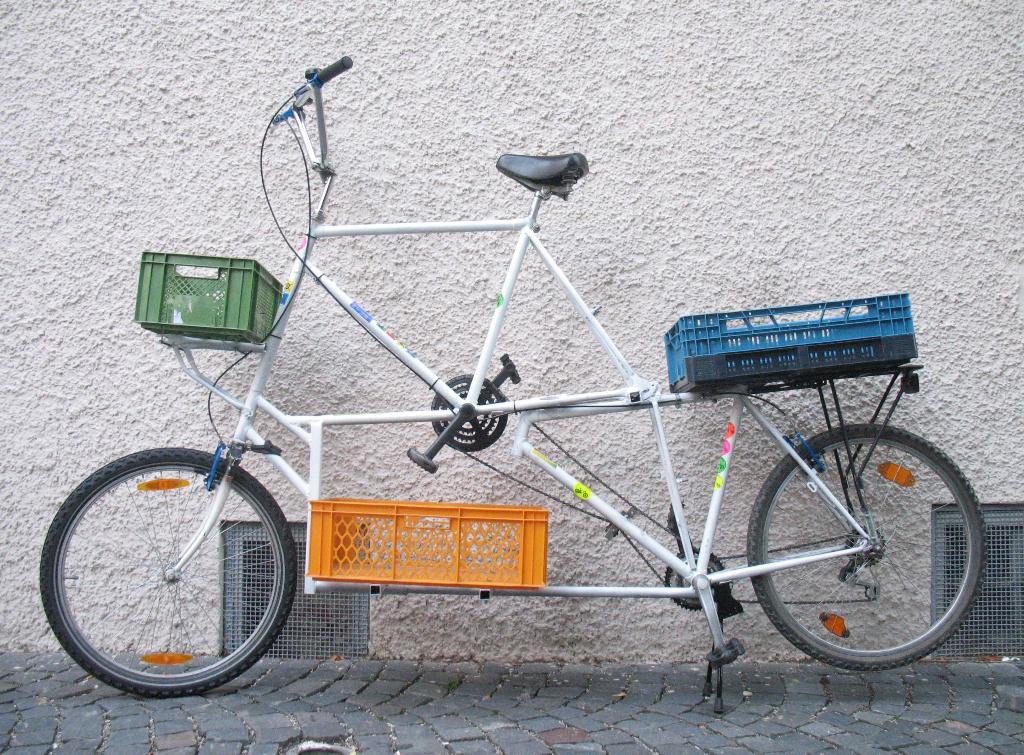
Lasten-Tallbike

Ein Tallbike (englisch) ist eine alternative Form des Hochrads. Diese Bauform entstand im 19. Jahrhundert. Sie wurde eingesetzt, um Straßenlaternen mit Gasbetrieb zu entzünden. 2001 versteigerte das Auktionshaus Sotheby’s ein 1898 gebautes Giraffe Lamplighters Bicycle für 24.000 US-Dollar.
Heutzutage werden Tallbikes vor allem von Fahrradclubs und Fahrrad-Selbsthilfewerkstätten, z. B. Bikekitchens, zum Spaß gebaut. Dazu werden zwei Fahrradrahmen übereinander gesetzt und verschweißt sowie die Gabeln beider Räder verbunden. Darüber hinaus sind andere willkürliche Bauformen möglich, der Fantasie sind (fast) keine Grenzen gesetzt. Es gibt die meisten Fahrradtypen auch als Tallbike.

## Alltagsnutzung
Die Benutzung des öffentlichen Verkehrsraums mit Tallbikes ist erlaubt, solange die Vorschriften für ein verkehrstaugliches Fahrrad nach den §§ 64a, 65 Abs. 1 und 67 der Straßenverkehrs-Zulassungs-Ordnung (StVZO) eingehalten werden.

## Fahreigenschaften
Der Auf- und Abstieg erfolgt ähnlich wie bei einem Pferd von der Seite aus. Das Pedal in der unteren Stellung hat dabei die Steigbügelfunktion. Die Hände kommen an den Lenker, der linke Fuß wird auf das Pedal gesetzt. Dabei muss das Tallbike allerdings rollen, weil dann durch Lenkbewegungen ein Kippen ausgeglichen werden kann. Vor dem Aufstieg bringt man es daher mit ein, zwei Schritten in Bewegung. Der Abstieg sollte kurz vor oder direkt zum Stillstand erfolgen.
Während der Fahrt ist das Tallbike stabiler als ein herkömmliches Fahrrad. Selbst bei extrem langsamer Geschwindigkeit sind nur geringe Kipptendenzen spürbar. Ursache dafür ist das Trägheitsmoment. Ein Besenstiel ist z. B. auf der Fingerspitze wesentlich leichter balancierbar als ein Bleistift, ein stehender langer Stab kippt langsamer als ein kurzer Stab.

## Typen
Beim „Standard“-Tallbike werden zwei Fahrradrahmen aufeinander geschweißt.
Auch mit nur einem Rahmen ist es möglich, ein Tallbike zu bauen. Dazu wird ein Schwanenhals-Damenrahmen auf den Kopf gedreht (Tretlager nun oben), Gabel und Lenker entsprechend getauscht und danach das Sattelrohr und der Vorbau nach oben verlängert.
Bei Tallbikes verlagert sich durch die nach hinten geneigten Sitzrohre in Verbindung mit der Erhöhung durch den zweiten Rahmen der Schwerpunkt nach hinten. Ideal sind deshalb steile Sitzrohrwinkel der verwendeten Fahrräder plus ein langer Hinterbau des unteren Rahmens. Die Hecklastigkeit kann ansonsten durch Verwendung eines kleineren Vorderrades oder durch einen verlängerten Hinterbau des Fahrrades reduziert werden.
Als Reisetallbikes eignen sich vor allem Fahrräder mit einer Radstandsverlängerung. Durch die Höhe eines Tallbikes entstehen im Rahmen Freiräume für zusätzliche Gepäckhalterungen.
Neben der Verwendung von Standardrahmen sind eigene, individuelle Rahmenkonstruktionen möglich. Sie erfordern etwas mehr handwerkliche Fähigkeiten und Kenntnisse über Statik. Vor allem bei hohen Tallbikes sind sie sinnvoll, um die Gewichtsverteilung unabhängig von vorgegebenen Geometrien bestimmen zu können.

## Serienfertigung
Die niederländische Firma „De Fietsfabriek“ hatte ein Tallbike-Modell „Hoge Fiets“ im Programm, das 2013 nur noch als Restposten in einem niederländischen Fahrradmarkt erhältlich war. Der Rahmen aus Aluminium erinnert an ein Fünfeck.
Die dänische Firma „Batak“ verkauft ein Modell „Tall Bike“ als Werbefahrrad mit quadratischem oberen Rahmen, der sich für ein Plakat am besten eignet.

## Rekorde
Terry Goertzen aus Kanada fuhr am 26. Juni 2004 ein 5,55 Meter hohes Tallbike über eine Strecke von 300 Meter.
Das „SkyCycle“-Tallbike des Kanadiers Brad Graham wurde mit ca. 4,35 Metern Lenkerhöhe (14 ft, 3 in) im Jahr 2005 als größtes fahrbares Tallbike in das Guinness Book of World Records aufgenommen.
Ein Rekordversuch des Amerikaners Michael Mooney in 2008 mit einem 13,5 Meter hohen Tallbike (und Seilsicherung von einem Kran aus) scheiterte nach Sturz, Verletzung und Beschädigung des Rahmens.
Der Kubaner Felix Guirola hat 2012 ein 5,60 Meter hohes Tallbike gebaut und gefahren. Er plant sogar den Bau eines 12 Meter hohen Tallbikes.
Im September 2013 ist der Franzose Robin Zobel in Lüttich auf einem 6,29 Meter hohen Tallbike (Sattelhöhe) eine Strecke von 110,08 Metern frei gefahren. Er war dabei mit einem Seil an einem Kran gesichert.
In Los Angeles entstand 2013 ein 4,42 Meter hohes Tallbike (Sattelhöhe) mit dem Namen Stoopidtall. Es wurde erfolgreich gefahren, jedoch nicht als Rekord beantragt. Der Erbauer Richie Trimble hat ein weiteres, 6,16 Meter hohes Tallbike (Lenkerhöhe) gebaut, genannt Stoopidtaller. Am 26. Dezember 2013 ist er weiter als 100 Meter gefahren und hat damit einen Eintrag in das Guinness-Buch der Rekorde erhalten für das höchste fahrbare Tallbike.

## Tallbike Jousting
Tallbike Jousting ist ein Wettkampf im Lanzenstechen auf dem Tallbike. Die Lanzen werden meistens aus PVC-Rohren hergestellt und mit Schaumstoff an der Spitze gepolstert. 2004 fand im Vondelpark in Amsterdam ein Weltmeisterschaftsturnier statt, das Ryan Doyle vom Black Label Bike Club aus den USA gewann. Der „official tall bike jousting champion of the world“ entwickelte außerdem das iOS-Computerspiel Tall Bike Joust.
In Wien gab es am 30. Juni 2007 anlässlich des Sommerhausfestes im EKH das erste Tallbike Jousting und wurde für 21. September das nächste angekündigt.
Hans-Erich Dechant vom WUK in Wien, berichtete über einen Tallbikefahrer, der um 1977/82 im Fasching in Neuberg an der Mürz zu sehen war und betreute Oktober 2007 ein Tallbike-Bau-Workshop in der Fahrradküche Graz. Am 14. Juni 2008 war in Graz ein Jousting im Augarten angekündigt. Eines fand am 31. Oktober 2008 abends nach der CM-Fahrt im Augarten statt; im Finale vor 50 Zuschauern traten zwei Ritter aus Tschechien gegeneinander an, es gewann Tomaschek. Einen Bewerb am 28. Juni 2013 gewann ebendort ein Herr Emil. Tallbike Jousting wird in Graz neben Radpolo, Altbaukriterium und Alley Cat von einer Szene um Radboten betrieben, die Ursprünge sieht ARGUS in der US-amerikanischen Bike Messenger Community. Am 30. Mai 2014 stießen sich Tallbike-Fahrer im Grazer Stadtpark auf der Passamtswiese vom Rad. Als Lanzen dienen 3 m lange PVC-Elektro-Installationsrohre mit 50 mm Durchmesser, an einem Ende stark mit Schaumstoff gepolstert. Die Gegner tragen meist Vollvisierhelme aus dem Downhill- oder Motorrad-Bereich, man hilft ihnen beim Losfahren auf der Wiese, gelegentlich markiert ein am Boden liegendes Seil oder Gurt die längs verlaufende Mittellinie, die keiner der zwei bei der Anfahrt überfahren soll.
Joustings werden bisweilen auch mit Mini-Rädern, also Rädern mit kleineren Laufrädern auf Wiese gefahren. Auch so lässt sich das Fahrtempo – einhändig – und damit das Verletzungsrisiko in Grenzen halten.